# Långtjärnen (Ljusnarsbergs socken, Västmanland, 664088-144486)
Långtjärnen är en sjö i Ljusnarsbergs kommun i Västmanland och ingår i Norrströms huvudavrinningsområde. Sjön har en area på 0,114 kvadratkilometer och ligger 170,6 meter över havet.

## Delavrinningsområde
Långtjärnen ingår i det delavrinningsområde (664066-144527) som SMHI kallar för Ovan Kaggabäcken. Medelhöjden är 226 meter över havet och ytan är 53,36 kvadratkilometer. Räknas de 5 avrinningsområdena uppströms in blir den ackumulerade arean 178,11 kvadratkilometer. Rällsälven (Nittälven) som avvattnar avrinningsområdet har biflödesordning 3, vilket innebär att vattnet flödar genom totalt 3 vattendrag innan det når havet efter 268 kilometer. Avrinningsområdet består mestadels av skog (82 procent). Avrinningsområdet har 0,17 kvadratkilometer vattenytor vilket ger det en sjöprocent på 0,3 procent.